# هيلدا (ميزوري)
هيلدا (بالإنجليزية: Hilda)‏ هي إحدى المجتمعات الفردية (غير مصنفة) في ولاية ميزوري في الولايات المتحدة الأمريكية.